# Primera División 1965/66
Die Primera División 1965/66 war die 35. Spielzeit der höchsten spanischen Fußballliga. Sie startete am 4. September 1965 und endete am 3. April 1966.

## Vor der Saison
- Als Titelverteidiger ging der elffache Meister Real Madrid ins Rennen. Letztjähriger Vizemeister wurde Atlético Madrid.
- Aufgestiegen aus der Segunda División sind FC Pontevedra, RCD Mallorca, CE Sabadell und CD Málaga.

## Vereine
| Verein            | Stadt             | Stadion                       |
| ----------------- | ----------------- | ----------------------------- |
| CF Barcelona      | Barcelona         | Camp Nou                      |
| Español Barcelona | Barcelona         | Estadi Sarrià                 |
| Atlético Bilbao   | Bilbao            | Estadio San Mamés             |
| FC Córdoba        | Córdoba           | Estadio Arcángel              |
| FC Elche          | Elche             | Camp de Altabix               |
| UD Las Palmas     | Las Palmas        | Estadio Insular               |
| Real Madrid       | Madrid            | Estadio Santiago Bernabéu     |
| Atlético Madrid   | Madrid            | Estadio Metropolitano         |
| CD Málaga         | Málaga            | Estadio La Rosaleda           |
| RCD Mallorca      | Palma de Mallorca | Estadio Lluis Sitjar          |
| FC Pontevedra     | Pontevedra        | Estadio Municipal de Pasarón  |
| CE Sabadell       | Sabadell          | Estadio Cruz Alta             |
| Real Saragossa    | Saragossa         | La Romareda                   |
| Betis Sevilla     | Sevilla           | Estadio Benito Villamarín     |
| FC Sevilla        | Sevilla           | Estadio Ramón Sánchez Pizjuán |
| FC Valencia       | Valencia          | Estadio Mestalla              |

## Abschlusstabelle
| Pl. | Verein              | Sp. | S  | U  | N  | Tore    | Diff. | Punkte |
| --- | ------------------- | --- | -- | -- | -- | ------- | ----- | ------ |
| 1.  | Atlético Madrid (P) | 30  | 18 | 8  | 4  | 054:200 | +34   | 44:16  |
| 2.  | Real Madrid (M)     | 30  | 19 | 5  | 6  | 053:300 | +23   | 43:17  |
| 3.  | CF Barcelona        | 30  | 16 | 6  | 8  | 051:270 | +24   | 38:22  |
| 4.  | Real Saragossa      | 30  | 14 | 8  | 8  | 047:290 | +18   | 36:24  |
| 5.  | Atlético Bilbao     | 30  | 14 | 6  | 10 | 043:320 | +11   | 34:26  |
| 6.  | FC Elche            | 30  | 12 | 8  | 10 | 036:370 | −1    | 32:28  |
| 7.  | FC Pontevedra (N)   | 30  | 13 | 5  | 12 | 031:340 | −3    | 31:29  |
| 8.  | FC Sevilla          | 30  | 9  | 9  | 12 | 027:380 | −11   | 27:33  |
| 9.  | FC Valencia         | 30  | 11 | 5  | 14 | 040:350 | +5    | 27:33  |
| 10. | UD Las Palmas       | 30  | 9  | 8  | 13 | 032:390 | −7    | 26:34  |
| 11. | FC Córdoba          | 30  | 10 | 5  | 15 | 034:420 | −8    | 25:35  |
| 12. | Español Barcelona   | 30  | 7  | 10 | 13 | 031:480 | −17   | 24:36  |
| 13. | CD Málaga (N)       | 30  | 8  | 8  | 14 | 024:370 | −13   | 24:36  |
| 14. | CE Sabadell (N)     | 30  | 10 | 3  | 17 | 030:460 | −16   | 23:37  |
| 15. | RCD Mallorca (N)    | 30  | 9  | 5  | 16 | 040:550 | −15   | 23:37  |
| 16. | Betis Sevilla       | 30  | 7  | 9  | 14 | 036:600 | −24   | 23:37  |

Platzierungskriterien: 1. Punkte – 2. Direkter Vergleich (Punkte, Tordifferenz, geschossene Tore) – 3. Tordifferenz – 4. geschossene Tore

| (M) | amtierender Meister              |
| (P) | amtierender Pokalsieger          |
| (N) | Neuaufsteiger der letzten Saison |

## Kreuztabelle
| 1965/66           | Atlético Madrid | Real Madrid | CF Barcelona | Real Saragossa | Atlético Bilbao | FC Elche | FC Pontevedra |     | FC Valencia | UD Las Palmas | FC Córdoba | Español Barcelona | CD Málaga | CE Sabadell | RCD Mallorca | Betis Sevilla |
| ----------------- | --------------- | ----------- | ------------ | -------------- | --------------- | -------- | ------------- | --- | ----------- | ------------- | ---------- | ----------------- | --------- | ----------- | ------------ | ------------- |
| Atlético Madrid   |                 | 1:1         | 0:1          | 0:1            | 1:0             | 3:0      | 4:0           | 6:1 | 2:2         | 2:0           | 2:0        | 5:2               | 1:0       | 3:0         | 1:0          | 3:0           |
| Real Madrid       | 3:1             |             | 1:3          | 2:0            | 2:0             | 2:1      | 1:0           | 4:0 | 2:1         | 3:1           | 2:1        | 0:0               | 1:0       | 1:0         | 5:1          | 2:0           |
| CF Barcelona      | 1:4             | 2:1         |              | 0:1            | 1:0             | 0:0      | 3:0           | 3:0 | 1:2         | 3:2           | 3:1        | 4:2               | 4:0       | 5:0         | 3:1          | 4:1           |
| Real Saragossa    | 2:2             | 2:3         | 0:0          |                | 3:2             | 6:1      | 2:0           | 2:0 | 2:0         | 3:1           | 4:0        | 1:0               | 1:1       | 1:0         | 4:0          | 4:1           |
| Atlético Bilbao   | 0:2             | 2:0         | 1:0          | 2:0            |                 | 2:0      | 2:0           | 1:0 | 1:0         | 1:1           | 3:2        | 3:1               | 1:1       | 3:0         | 4:0          | 6:1           |
| FC Elche          | 0:0             | 1:0         | 1:0          | 3:1            | 0:0             |          | 2:0           | 1:1 | 2:1         | 1:1           | 2:0        | 3:0               | 0:2       | 0:0         | 3:2          | 1:1           |
| FC Pontevedra     | 1:0             | 1:3         | 2:0          | 1:1            | 3:0             | 1:1      |               | 2:1 | 2:0         | 1:0           | 1:1        | 3:0               | 3:0       | 2:1         | 2:1          | 0:0           |
| FC Sevilla        | 1:1             | 2:1         | 1:1          | 1:1            | 0:0             | 2:0      | 1:0           |     | 1:1         | 0:1           | 2:1        | 0:2               | 0:1       | 2:0         | 3:1          | 1:1           |
| FC Valencia       | 1:2             | 3:0         | 0:2          | 0:0            | 1:1             | 1:2      | 4:0           | 0:1 |             | 4:0           | 1:0        | 2:1               | 1:0       | 0:1         | 4:1          | 6:3           |
| UD Las Palmas     | 1:1             | 1:2         | 2:1          | 2:1            | 1:1             | 1:0      | 0:1           | 1:0 | 0:2         |               | 5:1        | 1:1               | 2:0       | 1:0         | 0:0          | 4:1           |
| FC Córdoba        | 0:1             | 1:2         | 0:0          | 2:1            | 1:0             | 1:0      | 0:2           | 0:0 | 1:0         | 1:1           |            | 2:1               | 1:0       | 3:0         | 2:0          | 3:3           |
| Español Barcelona | 0:2             | 1:1         | 1:1          | 1:1            | 3:4             | 0:3      | 2:0           | 1:0 | 2:0         | 1:1           | 1:0        |                   | 3:2       | 2:1         | 1:1          | 1:1           |
| CD Málaga         | 1:1             | 0:0         | 1:0          | 0:1            | 2:0             | 0:1      | 0:0           | 0:1 | 2:1         | 1:0           | 1:3        | 0:0               |           | 2:0         | 2:1          | 1:1           |
| CE Sabadell       | 0:1             | 1:1         | 1:3          | 3:1            | 1:2             | 3:4      | 1:0           | 2:2 | 0:1         | 1:0           | 2:1        | 2:0               | 3:2       |             | 1:0          | 4:1           |
| RCD Mallorca      | 0:0             | 2:5         | 1:2          | 0:0            | 3:1             | 4:2      | 0:3           | 2:1 | 2:0         | 4:1           | 2:1        | 3:0               | 2:2       | 0:1         |              | 4:0           |
| Betis Sevilla     | 1:2             | 1:2         | 0:0          | 1:0            | 2:0             | 2:1      | 3:0           | 1:2 | 1:1         | 1:0           | 0:4        | 1:1               | 4:0       | 2:1         | 1:2          |               |

### Relegation
|             | Gesamt |            | Hinspiel | Rückspiel |
| ----------- | ------ | ---------- | -------- | --------- |
| FC Granada  | 3:2    | CD Málaga  | 2:1      | 1:1       |
| CE Sabadell | 2:0    | Celta Vigo | 2:0      | 0:0       |

## Nach der Saison
Internationale Wettbewerbe
- 1. – Atlético Madrid – Europapokal der Landesmeister
- Titelverteidiger des Europapokals der Landesmeister – Real Madrid – Europapokal der Landesmeister
- 3. – CF Barcelona – Messepokal
- 5. – Atlético Bilbao – Messepokal
- 8. – FC Sevilla – Messepokal
- 9. – FC Valencia – Messepokal
- Gewinner der Copa del Rey – Real Saragossa – Europapokal der Pokalsieger

Absteiger in die Segunda División
- 13. – CD Málaga
- 15. – RCD Mallorca
- 16. – Betis Sevilla

Aufsteiger in die Primera División
- Deportivo La Coruña
- Hércules Alicante
- FC Granada

## Pichichi-Trophäe
Die Pichichi-Trophäe wird jährlich für den besten Torschützen der Spielzeit vergeben.
| Pl. | Nat.         | Spieler                | Verein          | Tore |
| --- | ------------ | ---------------------- | --------------- | ---- |
| 1   | Spanien 1945 | Vavá                   | FC Elche        | 19   |
| 2   | Spanien 1945 | Luis Aragonés          | Atlético Madrid | 18   |
| 3   | Spanien 1945 | Nemesio Martín Montijo | FC Pontevedra   | 14   |
| 3   | Spanien 1945 | Javier Ormaza Garay    | Atlético Bilbao | 14   |

## Die Meistermannschaft von Atlético Madrid
| 1.              | Atlético Madrid |
| Atlético Madrid | - Tor: Edgardo Madinabeytia (20/-); Rodri (10/-) - Abwehr: Isacio Calleja (10/-); Colo (18/-); Jorge Griffa (26/1); Jesús Martínez Jayo (22/-); Feliciano Rivilla (24/1) - Mittelfeld: Victor Diéz (4/-); Francisco Garcia Gerpe (4/-); Jesús Glaría (27/-); Adelardo Rodríguez (28/6); Manuel Ruiz Sosa (15/-) - Sturm: Luis Aragonés (28/18); Cardona (10/-); Enrique Collar (23/3); Alejandro Fretes (1/-); Miguel Jones (9/5); Mendonça (24/10); José Armando Ufarte (27/6) - Trainer: Domingo Balmanya |